# Metilcellulóz
A metilcellulóz (más néven E461) a cellulózból előállított fehér színű, hidrofil por. Hideg vízben jól oldódik és viszkózus, gélszerű anyagot képez, meleg vízben oldhatatlan. Élelmiszerekben, kozmetikumokban és gyógyszerekben széles körben alkalmazzák, elsősorban térfogatnövelő és emulgeáló hatása miatt. A cellulózhoz hasonlóan közvetlenül nem emészthető, valamint nincs toxikus és allergén hatása sem.

## Kémiai felépítése és tulajdonságai
A metilcellulóz a cellulóz metil-étere: a cellulózban található hidroxilcsoportokban (–OH) lévő hidrogént metilcsoporttal (-CH3) helyettesítik, így -OCH3-t kapva.
A metilcellulóz különböző fajtáit a benne található metilcsoportok száma határozza meg. A cellulóz egy glükózból álló polimer, így minden egyes glükózhoz három darab metilcsoport csatlakozhat. Ezt 3,0 DS-ként jelölik (DS = degree of substitution =  a hidrogén metilcsoporttal való helyettesítésének mértéke). A 3,0 egy elméletileg maximum lehetséges arány, a valóságban általában 1,3 – 2,6 DS közötti értékek a leggyakoribbak.
A metilcellulóz-molekulák hosszát a gyártás folyamata nagyban befolyásolja. 
A metilcellulóz természetes úton nem fordul elő, szintetikus úton állítják elő cellulóz melegítésével, és például nátrium-hidroxid és metil-klorid jelenlétében.
Olvadáspont: 290-305°C.
CAS száma:9004-67-5
RTECS: FJ5959000

## Oldhatóság és hőmérséklet
A metilcellulóz hideg vízben oldódik. Magasabb DS értékek kevéssé oldékonyságot jelentenek, mert a poláris hidroxilcsoportokat apoláris metilcsoportok váltják fel. Meleg vízben a metilcellulóz nem oldható, mert a hőmérséklet növelésével szilárd csapadékot képez. A kicsapódás hőmérséklete nagy mértékben függ a DS értéktől. Ez minél nagyobb, a kicsapódás annál alacsonyabb hőmérsékleten történik meg.
Metilcellulóz-oldatot készíteni nem egyszerű, mivel amint a por érintkezik a vízzel, a por felszínén zselészerű anyagot képez, mely meggátolja a víz továbbterjedését, és így a porszemek belseje száraz marad. Az oldódás három szakaszból áll, a polimer először nedvesedik, majd megduzzad, végül kolloidálisan oldódik. Jobb megoldás a metilcellulózt forró vízzel elkeverni, melyből az kicsapódik, és leülepszik a víz aljára. Ezt követően folyamatos keverés közben, a víz hőmérsékletének fokozatos hűtésével sokkal nagyobb fokú oldódás érhető el.
1%-os vizes oldatának kémhatása: pH 7.
2%-os vizes oldatának látszólagos viszkozitása: 250-400 mPas.

## Felhasználása
- mivel gélként meleg állapotban szilárd, hideg állapotban pedig folyékony, ezért különleges ételként, ún. forró fagylaltként is felhasználják, mely esetén a fagylaltot még az előtt kell elfogyasztani, mielőtt az lehűlt volna, mert különben „elolvad”.
- élelmiszerek, valamint egyes kozmetikumok és tisztálkodószerek esetén emulgeálószerként alkalmazzák E461 néven
- a gyógyszeriparban elsősorban emulgeálószerként, és hasmenés kezelésére alkalmazzák
- erős viszkozitása miatt egyes szexuális síkosítószerekben is megtalálható
- mesterséges nyálként, és könnyként is funkcionál olyan egyének esetén, akiknél a könny vagy nyáltermelés során problémák merültek fel.
- a papír és textilgyártás során is alkalmazzák, mert megakadályozza a rostok túlzott mennyiségű olaj- és vízelnyelését
- közepes ragasztó hatása miatt előfordulhat egyes művészeti dekorációk ideiglenes rögzítésénél, tapétaragasztókban, és a könyvkötészetben is alkalmazzák
- az építőiparban a malter tulajdonságainak megváltoztatására használják, mert megváltoztatja vízzáró képességét, viszkozitását, tapadását stb.
- biológiai tenyészetek esetén is alkalmazzák, elsősorban vírustenyészetek gazdatesteinek táptalajaként.
- diétás élelmiszerekben a zselatin helyettesítésére használják

## Egészségügyi hatások
Napi maximum beviteli mennyisége nincs meghatározva. Nagy mennyiségben fogyasztva puffadást, hasmenést okozhat.
Akut toxicitás: 10000 mg/kg (oral, patkány); 275 mg/kg (intraperitoneális, egér).